# ستيف بات
ستيف بات (بالإنجليزية: Steve Peat)‏ مواليد 17 يونيو 1974 في إنجلترا، هو دراج.

## وصلات خارجية
- الموقع الرسمي

## روابط خارجية
- ستيف بات على موقع أرشيف الدراجات (الإنجليزية)
- ستيف بات على موقع CycleBase (الإنجليزية)
- ستيف بات على موقع MTB Data (الإنجليزية)